# Wolha Blozkaja
Wolha Blozkaja (belarussisch Вольга Блоцкая; * 25. Juli 1989) ist eine belarussische Fußballschiedsrichterin.
Seit 2015 steht Blozkaja auf der Liste der FIFA-Schiedsrichter und leitet internationale Fußballpartien. Sie gehört zur Gruppe der UEFA-First-Category-Schiedsrichterinnen.
Blozkaja leitete bisher bzw. leitet unter anderem Spiele in der Women’s Nations League, in der Women’s Champions League, in der Qualifikation für die Europameisterschaft 2022 in England, in der Qualifikation zu U-19-Europameisterschaften sowie Freundschaftsspiele.